# Messier 13
Messier 13  (také M13 nebo NGC 6205) je kulová hvězdokupa v souhvězdí Herkula.
Objevil ji anglický astronom Edmund Halley v roce 1714. Hvězdokupa je od Země vzdálena 23 150 světelných let. Skládá se z několika set tisíc hvězd a má průměr 145 světelných let. Patří mezi nejvýraznější a nejznámější kulové hvězdokupy na severní obloze.

## Pozorování

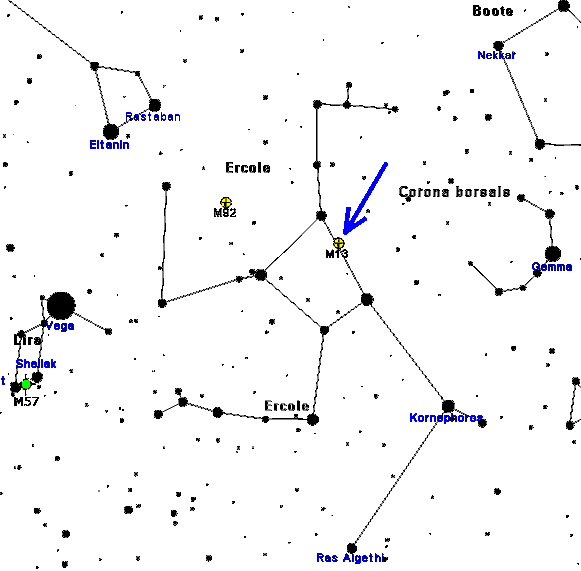
Poloha M 13 v souhvězdí Herkula

Nalezení hvězdokupy je docela jednoduché, protože souhvězdí Herkula na obloze tvoří snadno rozeznatelný lichoběžník. M13 leží na západní straně tohoto lichoběžníku přibližně v třetině vzdálenosti od severnější hvězdy η Her směrem ke hvězdě Rutilicus (ζ Her). Díky její magnitudě 5,8 je hvězdokupa sotva viditelná pouhým okem, ale pouze za příznivých podmínek, když je velmi tmavá obloha a v blízkosti se nenachází žádný zdroj rušivého světla. V triedru je snadno viditelná a lze rozeznat i její tvar, kterým se podobá hlavě komety. Jednotlivé hvězdy je možné vidět dalekohledy od průměru 114 mm při středně vysokém zvětšení. Velkým dalekohledem o průměru 200 mm lze rozeznat několik desítek hvězd až do 14. magnitudy a okraj hvězdokupy se zdá být zcela rozložený na jednotlivé hvězdy.
40' severovýchodně od M13 se nachází galaxie NGC 6207, kterou je možné pozorovat středně velkým dalekohledem při menším zvětšení v jednom zorném poli spolu s M13. 10° severovýchodně od M13 leží další výrazná hvězdokupa Messier 92.
Hvězdokupu je možné pozorovat z obou zemských polokoulí, i když její severní deklinace značně zvýhodňuje její pozorovatele na severní polokouli, kde během letních nocí vychází vysoko na oblohu, zatímco na jižní polokouli v oblastech více vzdálených od rovníku vychází pouze nízko nad severní obzor. Přesto je tedy pozorovatelná ze všech obydlených oblastí Země. Nejvhodnější období pro její pozorování na večerní obloze je od dubna do října.

## Historie pozorování
Hvězdokupu jako první pozoroval Edmund Halley v roce 1714. Charles Messier ji znovu pozoroval 1. června 1764 a popsal ji takto: "Mlhovina bez hvězd nalezená v pásu Herkula. Při pohledu Newtonovým dalekohledem s ohniskovou délkou 4,5 stopy, který zvětšuje 60x, je kulatá, nádherná a jasná, střed je jasnější než okraje. Je vidět i obyčejným dalekohledem o délce 1 stopy, může mít průměr kolem tří obloukových minut. Je blízko dvou hvězd deváté magnitudy, jedna je nad ní a druhá poněkud vzdálenější pod ní. Polohu mlhoviny jsem určil při jejím průchodu poledníkem porovnáním s polohou hvězdy ε Herculis."
Messier ji oznámil vyobrazením na mapě komet roku 1779, která vyšla v akademickém sborníku téhož roku. Jako první v ní jednotlivé hvězdy rozeznal William Herschel.

## Vlastnosti

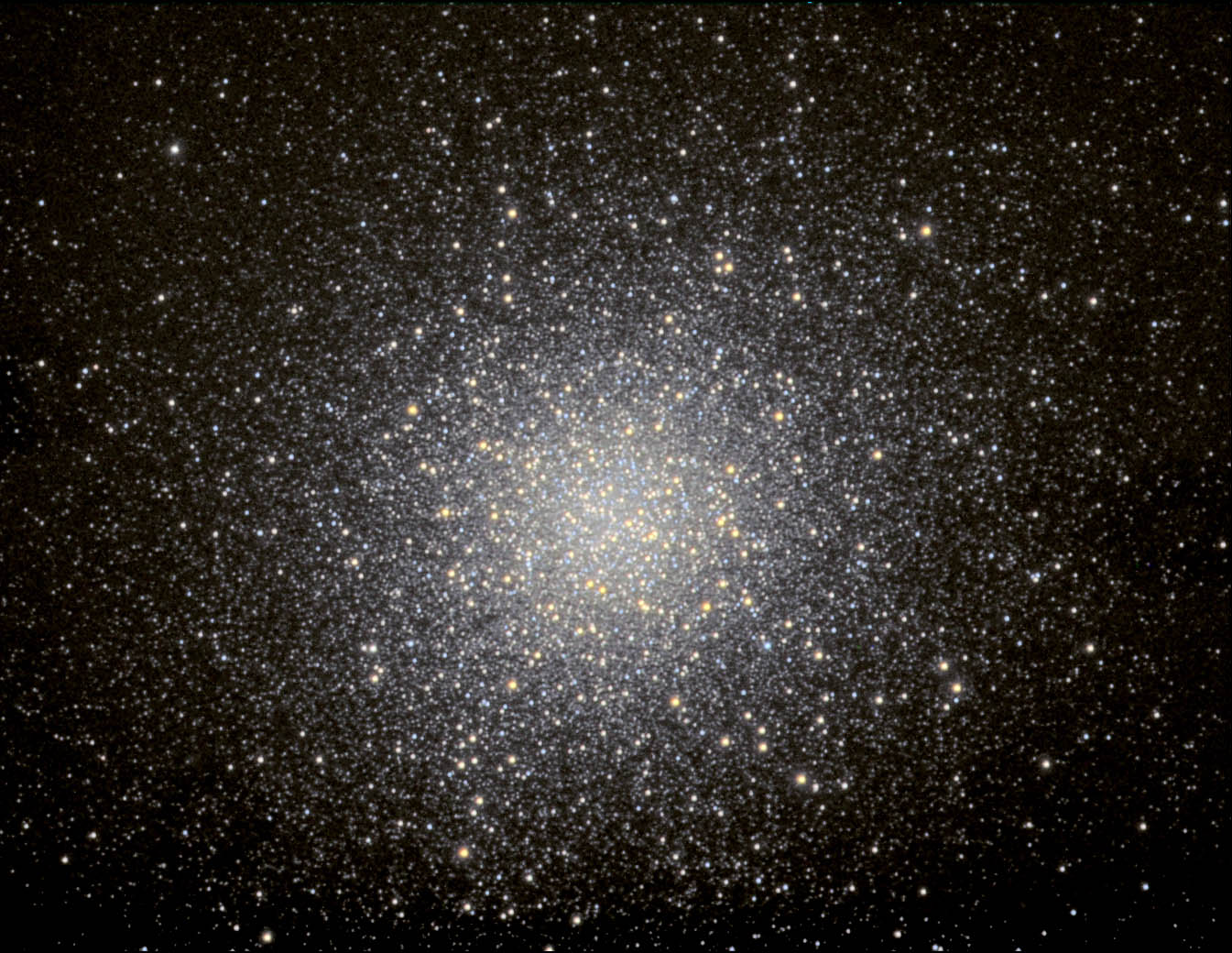
Amatérský snímek M13. Autor: Robert J. Vanderbei

M13 má zdánlivou magnitudu 5,78, úhlový průměr 20' a skutečný průměr 145 světelných let, pokud uvažujeme její vzdálenost od Země 25 100 světelných let. Některé prameny ovšem uvádí její vzdálenost 23 150 světelných let. Obsahuje několik set tisíc hvězd, z nichž nejjasnější má 12. magnitudu. Uprostřed hvězdokupy jsou hvězdy přibližně 500 krát nahuštěnější než v okolí sluneční soustavy. Má poměrně velkou svítivost, více než 300 000 svítivostí Slunce, proto je i přes svoji velkou vzdálenost velmi jasná.
Stáří hvězdokupy se odhaduje na 11,65 miliard let. Její radiální rychlost je téměř -250 km/s, takže se k Zemi přibližuje. Tato rychlost má tři složky: otáčení Galaxie, pohyb Slunce prostorem a oběžný pohyb hvězdokupy kolem středu Galaxie.

## Zpráva zAreciba
V roce 1974 bylo k M13 vysláno poselství k mimozemským civilizacím z radioteleskopu v Arecibu v Portoriku. Zpráva o délce 1 679 bitů byla k M13 odeslána u příležitosti oslavy přestavby radioteleskopu.